# Karl Zech
Karl Zech (Swinemünde, 6 februari 1892 - Altenburg, 1 april 1944) was een Duitse officier en SS-Gruppenführer tijdens de Tweede Wereldoorlog. Hij was parlementslid voor de NSDAP in de Rijksdag.

## Leven
Op 6 februari 1892 werd Karl Zech geboren in Swinemünde en hij behaalde daar zijn Abitur aan het gymnasium. In 1910 nam Zech dienst in het Deutsches Heer, en werd geplaatst bij het 3. Oberschlesische Infanterieregiment Nr. 62. In 1911 werd hij bevorderd tot Leutnant.

### Eerste Wereldoorlog
Tijdens de Eerste Wereldoorlog diende Zech als Kompanieführer  (compagniecommandant) in het Infanterieregiment Nr. 62 (62 Infanterieregiment) in het Reserve-Jägerbataillon 22 van de 11. Reserve-Infanterie-Brigade. Vanaf juni tot oktober 1919 diende hij als adjudant in de Reichswehrbrigade 4. (4e Infanteriebrigade). Op 1 oktober 1919 verliet Zech het Deutsches Heer als een Hauptmann a.D.. 

### Interbellum
Na de Eerste Wereldoorlog was Zech van december 1919 tot juni 1919 lid van het Landesschützenkorps.  Als burger werkte Zech als verkoper, mijnwerker en mijnbouwambtenaar. Vanaf 1921 tot 1929 was hij lid van de paramilitaire Stahlhelme. Op 1 januari 1931 werd hij lid van de Nationaalsocialistische Duitse Arbeiderspartij en de Schutzstaffel (SS). Hij kreeg op 1 januari 1931 de rang van een SS-Sturmführer (tweede luitenant), waarna Zech vanaf 1 april 1931 het commando over de I.SS-Sturm in de I.SS-Sturmbann in de 25.SS-Standarte, gestationeerd in Essen, kreeg. Hierna werd hij commandant van de SS-Abschnitt V. Op 4 juli 1931 werd Zech bevorderd tot SS-Sturmbannführer (majoor). Kort hierna volgde nog een bevordering tot SS-Standartenführer (kolonel).
Vanaf 1932 tot 1933 was Zech lid van de Pruisische Staatsraad. Hierna volgde op 6 oktober 1932 zijn bevordering tot SS-Oberführer. Op 12 november 1933 werd Zech gekozen voor de Rijksdag, hij zat daarin tot zijn zelfmoord. Op 1 januari 1934 werd Zech bevorderd tot SS-Brigadeführer (brigadegeneraal). Daarna volgde zijn benoeming tot hoofdcommissaris van Essen. Op 1 oktober 1937 nam hij voor de komende drie jaar het commando over het SS-Führungshauptamt in het SS-Hauptamt, tegelijk was hij commandant van de SD-Oberabschnitt Ost. Voor de periode vanaf 30 januari 1938 tot november 1942 was Zech onderdeel van de Persönlicher Stab Reichsführer-SS. Op 30 januari 1938 werd Zech bevorderd tot SS-Gruppenführer (generaal-majoor).

### Tweede Wereldoorlog
Na de Poolse Veldtocht, werd Zech benoemd tot hoofdcommissaris en SS und Polizeiführer "Krakau" (SSPF) in Krakau. Hij werd van zijn functie ontheven omdat hij weigerde Joden naar het Getto van Krakau te brengen.
Op 1 oktober 1940 trok hij zich terug uit de volledige SS-dienst omdat hij doof was geworden. Hij nam de functie van een commercieel directeur en plaatsvervangend bedrijfsleider over in de Altenburg-fabriek in Thüringen bij het wapenconcern HASAG. Zech werd op 28 februari 1944 uit de NSDAP gezet en op 14 maart 1944 uit de SS. De achtergrond was de beschuldiging van verduistering van levensmiddelen en distributiebonnen; daarom werd Zech op 1 april 1944 door het Sondergericht (speciale rechtbank) van Weimar veroordeeld tot vier jaar tuchthuis en eerverlies. Zech pleegde zelfmoord nadat het vonnis was uitgesproken.

## Militaire carrière
- Leutnant:[4][3] 1911
- Oberleutnant:
- Hauptmann[3] a.D.[1]: 1 oktober 1919
- SS-Sturmführer: 31 januari 1931[10][4][3]
- SS-Sturmbannführer: 4 juli 1931[10][4][3]
- SS-Standartenführer:	8 augustus 1931[10][4][3]
- SS-Oberführer:[1] 6 oktober 1932[10][3]
- SS-Brigadeführer: 1 januari 1934[10][4][3]
- SS-Gruppenführer: 30 januari 1938[9][4][3]

## Lidmaatschapsnummers
- NSDAP-nr.: 408563[10][3] (lid geworden januari 1931[3])
- SS-nr.: 4555[10][3] (lid geworden januari 1931[3])

## Onderscheidingen
- IJzeren Kruis 1914, 1e Klasse[11][4][1] en 2e Klasse[4][1]
- Gewondeninsigne 1918 in zwart[11][3]
- Erekruis voor Frontstrijders in de Wereldoorlog[11][3]
- SS-Ehrenring[11]
- Ehrendegen des Reichsführers-SS[11]
- Ereteken van het Duitse Rode Kruis, 1e Klasse in 1939[3]
- Kruis voor Oorlogsverdienste, 2e Klasse met Zwaarden in 1941[3]
- Ehrenwinkel der Alten Kämpfer